# Tour de Pologne 2016 – 7. etap
7. etap kolarskiego wyścigu Tour de Pologne 2016 odbył się 18 lipca. Start etapu oraz meta miały miejsce na Rynku Głównym w Krakowie. Etap liczył 25 kilometrów. Była to jazda indywidualna na czas.

## Wyniki etapu
| Miejsce | Zawodnik             | Państwo         | Zespół                | Czas     | Pkt. |
| ------- | -------------------- | --------------- | --------------------- | -------- | ---- |
| 1.      | Alex Dowsett         | Wielka Brytania | Movistar Team         | 28' 59"  | 20   |
| 2.      | Jonathan Castroviejo | Hiszpania       | Movistar Team         | +22"     | 19   |
| 3.      | Primož Roglič        | Słowenia        | Team LottoNL-Jumbo    | +39"     | 18   |
| 4.      | Ben Hermans          | Belgia          | BMC Racing Team       | +41"     | 17   |
| 5.      | Victor Campenaerts   | Belgia          | Team LottoNL-Jumbo    | +48"     | 16   |
| 6.      | Fabio Felline        | Włochy          | Trek-Segafredo        | +49"     | 15   |
| 7.      | Svein Tuft           | Kanada          | Orica–BikeExchange    | +1' 11"  | 14   |
| 8.      | Alberto Bettiol      | Włochy          | Cannondale-Drapac     | + 1' 13" | 13   |
| 9.      | Daniele Bennati      | Włochy          | Tinkoff               | + 1' 19" | 12   |
| 10.     | Víctor de la Parte   | Hiszpania       | CCC Sprandi Polkowice | + 1' 21" | 11   |

## Klasyfikacje po 7. etapie

### Klasyfikacja generalna
| Miejsce | Zawodnik        | Państwo           | Zespół            | Czas        |
| ------- | --------------- | ----------------- | ----------------- | ----------- |
|         | Tim Wellens     | Belgia            | Lotto Soudal      | 23h 47' 23" |
| 2.      | Fabio Felline   | Włochy            | Trek-Segafredo    | +4' 22"     |
| 3.      | Albero Bettiol  | Włochy            | Cannondale-Drapac | +4' 54"     |
| 4.      | Davide Formolo  | Włochy            | Cannondale-Drapac | +5' 06"     |
| 5.      | Tiejs Benoot    | Belgia            | Lotto Soudal      | +5' 22"     |
| 6.      | Rubén Fernández | Hiszpania         | Movistar Team     | +5' 45"     |
| 7.      | Larry Warbasse  | Stany Zjednoczone | IAM Cycling       | +5' 47"     |
| 8.      | Andriej Zejc    | Kazachstan        | Astana Pro Team   | +6' 08"     |
| 9.      | Dario Cataldo   | Włochy            | Astana Pro Team   | +6' 20"     |
| 10.     | Davide Villela  | Włochy            | Cannondale-Drapac | +8' 01"     |

### Klasyfikacja punktowa
| Miejsce | Zawodnik           | Państwo  | Zespół             | Punkty |
| ------- | ------------------ | -------- | ------------------ | ------ |
|         | Alberto Bettiol    | Włochy   | Cannondale-Drapac  | 53     |
| 2.      | Moreno Hofland     | Holandia | Team LottoNL-Jumbo | 51     |
| 3.      | Tiejs Benoot       | Belgia   | Lotto Soudal       | 41     |
| 4.      | Tim Wellens        | Belgia   | Lotto Soudal       | 40     |
| 5.      | Michał Kwiatkowski | Polska   | Team Sky           | 34     |

### Klasyfikacja górska
| Miejsce | Zawodnik          | Państwo | Zespół                           | Punkty |
| ------- | ----------------- | ------- | -------------------------------- | ------ |
|         | Tim Wellens       | Belgia  | Lotto Soudal                     | 54     |
| 2.      | Alberto Bettiol   | Włochy  | Cannondale-Drapac                | 31     |
| 3.      | Paweł Cieślik     | Polska  | Verva ActiveJet Pro Cycling Team | 20     |
| 4.      | Giovanni Visconti | Włochy  | Movistar Team                    | 18     |
| 5.      | Maciej Paterski   | Polska  | CCC Sprandi Polkowice            | 14     |

### Klasyfikacja najaktywniejszych
| Miejsce | Zawodnik           | Państwo         | Zespół                           | Punkty |
| ------- | ------------------ | --------------- | -------------------------------- | ------ |
|         | Tim Wellens        | Belgia          | Lotto Soudal                     | 7      |
| 2.      | Jonas Koch         | Niemcy          | Verva ActiveJet Pro Cycling Team | 7      |
| 3.      | Diego Ulissi       | Włochy          | Lampre-Merida                    | 4      |
| 4.      | Simon Yates        | Wielka Brytania | Orica-BikeExchange               | 3      |
| 5.      | Michał Kwiatkowski | Polska          | Team Sky                         | 3      |

### Klasyfikacja drużynowa
| Miejsce | Zespół            | Państwo           | Czas        |
| ------- | ----------------- | ----------------- | ----------- |
| 1.      | Lotto Soudal      | Belgia            | 71h 35' 07" |
| 2.      | Cannondale-Drapac | Stany Zjednoczone | +4' 42"     |
| 3.      | Movistar Team     | Hiszpania         | +16' 35"    |
| 4.      | BMC Racing Team   | Stany Zjednoczone | +23' 06"    |
| 5.      | Team Katusha      | Rosja             | +36' 55"    |